# پریش سنت پاتریک، دومینیکا
پریش سنت پاتریک، دومینیکا (به لاتین: Saint Patrick Parish, Dominica) یکی از پریش‌های دومینیکا است که مرکز آن شهر گراند بی می‌باشد.

## خصوصیات
پریش سنت پاتریک ۷٬۶۲۲ نفر جمعیت دارد.